# The Best of Belinda, Volume 1
The Best of Belinda, Volume 1 (pubblicato negli Stati Uniti con il titolo Her Greatest Hits) è un album di raccolta della cantante statunitense Belinda Carlisle, pubblicato nel 1992.

## Tracce

### Versione internazionale
1. Heaven Is a Place on Earth – 4:08 (Rick Nowels, Ellen Shipley)
2. (We Want) The Same Thing – 4:17 (Nowels, Shipley)
3. Circle in the Sand – 3:42 (Nowels, Shipley)
4. Leave a Light On – 4:16 (Nowels, Shipley)
5. Little Black Book – 4:12 (Richard Feldman, Marcy Detroit, Belinda Carlisle)
6. Summer Rain – 4:11 (Robbie Seidman, Maria Vidal)
7. Vision of You – 4:09 (Nowels, Shipley)
8. Live Your Life Be Free – 4:23 (Nowels, Shipley)
9. I Get Weak – 4:15 (Diane Warren)
10. La Luna – 4:12 (Nowels, Shipley)
11. I Plead Insanity – 4:39 (Nowels, David Munday, Kushla Prasad)
12. World Without You – 4:44 (Warren)
13. Do You Feel Like I Feel? – 4:15 (Nowels, Shipley)
14. Half the World – 4:23 (Feldman, Eric Pressly, Shipley)
15. Runaway Horses – 4:42 (Nowels, Shipley)

### Versione statunitense –Her Greatest Hits
1. Heaven Is a Place on Earth – 4:08 (Rick Nowels, Ellen Shipley)
2. I Get Weak – 4:15 (Warren)
3. I Feel the Magic – 3:20 (Charlotte Caffey, Segal)
4. Half the World – 4:23 (Feldman, Pressly, Shipley)
5. Gotta Get to You – 4:06 (Caffey, Carlisle, Paula Jean Brown, James Whelan)
6. Leave a Light On – 4:16 (Nowels, Shipley)
7. Circle in the Sand – 3:42 (Nowels, Shipley)
8. Mad About You – 3:36 (Brown, Whelan, Mitchel Young Evans)
9. I Feel Free – 4:49 (Jack Bruce, Pete Brown)
10. Summer Rain – 4:11 (Seidman, Vidal)
11. Live Your Life Be Free – 4:23 (Nowels, Shipley)
12. Vision of You – 4:40 (Nowels, Shipley)
13. Do You Feel Like I Feel? – 4:15 (Nowels, Shipley)